# ذفرة جلكاء
ذفرة جلكاء (الاسم العلمي:Cleome glaucescens) هي نوع من النباتات تتبع جنس الذفرة من الفصيلة الذفرية.